# Distretto di Mai-Mne
Il distretto di Mai-Mne è uno dei dieci distretti della regione del Sud, in Eritrea. Ha per capoluogo la città di Mai-Mne.